# معرقل

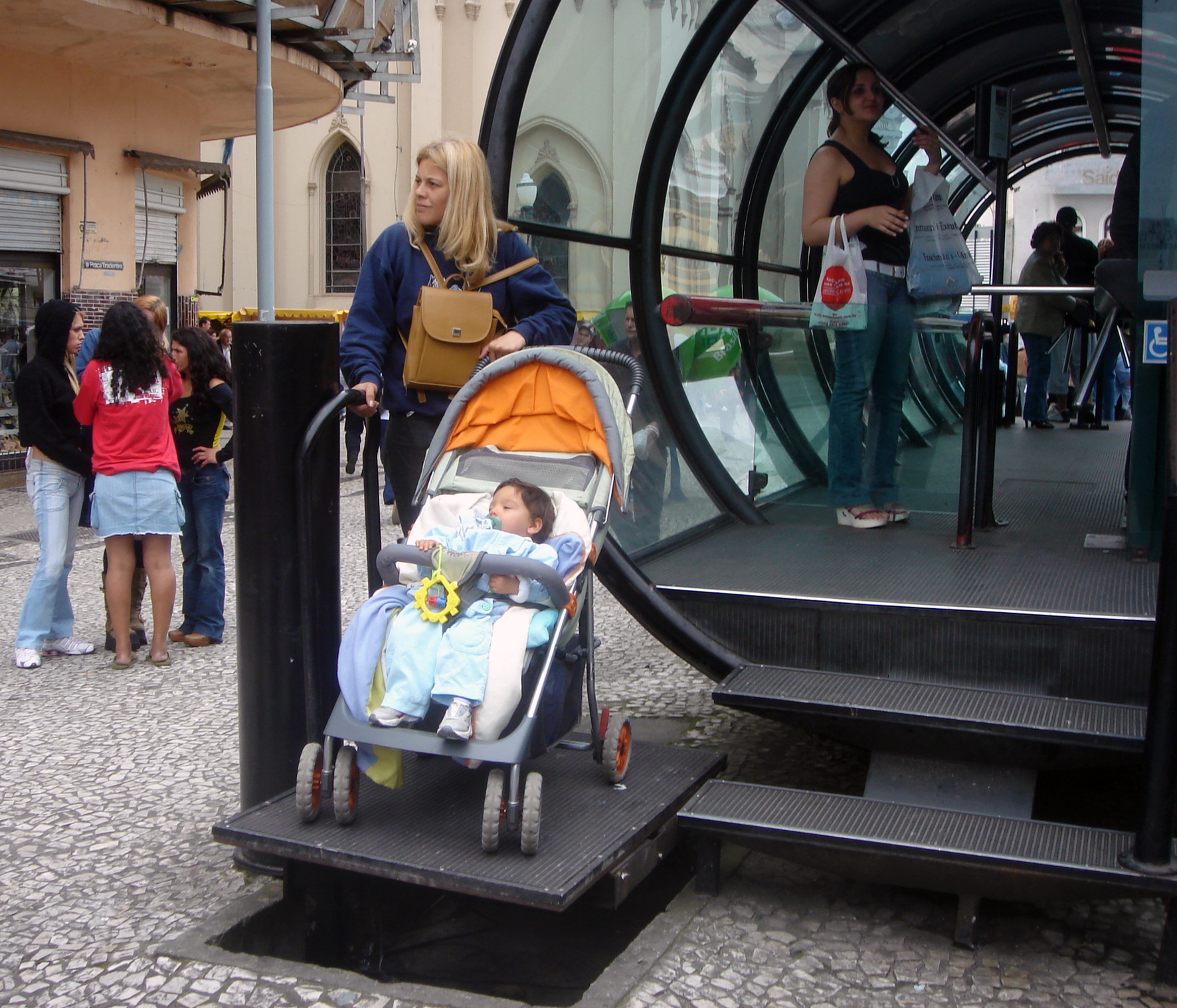
.يتم توفير الوصول العالمي في كوريتيبا الصورة وسائل النقل العام نظام والبرازيل.

المعرقل (وتسمى أيضا حاجز، عقبة، أو عثرة) هو أي شيء قد يسبب انسداد وتشمل أنواع مختلفة من العقبات المادية، الاقتصادية، البيولوجي النفسي الاجتماعي والثقافي والسياسية والتكنولوجية والعسكرية.

## أنواع

### بدنية
كعقبات مادية، يمكننا تعداد كل تلك الحواجز المادية التي تمنع العمل وتمنع التقدم أو تحقيق هدف ملموس. أمثلة:
- الحواجز المعمارية التي تعوق الوصول إلى الأشخاص ذوي الحركة المحدودة.

- الأبواب والبوابات وأنظمة التحكم في الوصول، مصممة لإبعاد المتسللين أو المهاجمين.
- الأشياء الكبيرة أو الأشجار المتساقطة أو المنهارة عبر الممرات أو المسارات أو الطرق أو السكك الحديدية أو الممرات المائية أو المطارات، مما يمنع التنقل.
- ضفاف رملية أو صخور أو شعاب مرجانية، مما يمنع الملاحة الحرة.
- التلال والجبال وظواهر الطقس التي تمنع حرية حركة الطائرات.
- الشهب، النيازك، الجسيمات النيزكية الدقيقة، الغبار الكوني، المذنبات، الحطام الفضائي، قوية الإشعاع الكهرومغناطيسي أو مجال الجاذبية، منع المركبات الفضائية من التنقل بحرية في الفضاء.

### رياضة
في مجال الرياضة، تم إدخال مجموعة متنوعة من الحواجز أو العقبات المادية في قواعد المنافسة لجعلها أكثر صعوبة وتنافسية:
- في ألعاب القوى، هناك حواجز في مسابقات الجري التي تبلغ 110 مترًا و 3000 متر، وكذلك في القفز العالي وفي القفز بالزانة .
- في منافسات الفروسية، هناك أيضًا قفزات على العقبات.
- في التنس والكرة الطائرة، شبكة يقف كعائق أن الانقسامات المحكمة.
- في ركوب الدراجات، دراجة نارية وسباق السيارات، وموسط تصاميم الدوائر مع مسارات صعبة لعرقلة وتجعل من صعوبة المنافسة.
- في الفرق الرياضية، مثل كرة القدم، كرة السلة والكرة الطائرة، وأعاقت اللاعبين للهجوم من قبل لاعبي الدفاع، والتي تجعل من الصعب نقل أو رمي الكرة نحو الهدف.
- في الرياضات الأخرى، مثل الباركور، يهدف المنافس إلى الانتقال من نقطة إلى أخرى بأكثر السوائل مرونة وسرعة قدر الإمكان، مع تجاوز عقبات العمارة الحضرية التي تعترض الطريق.عرض منافس شاب يقفز فوق العقبات في الدنمارك.

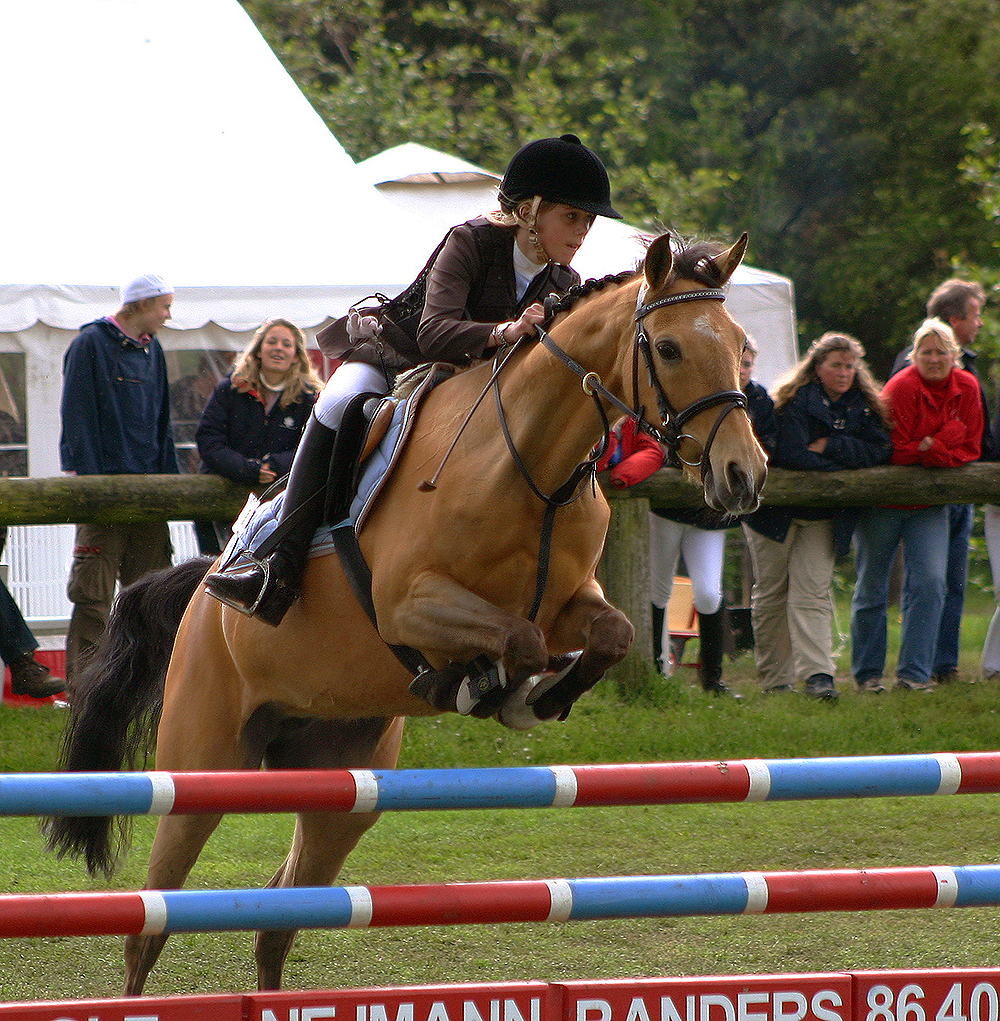
عرض منافس شاب يقفز فوق العقبات في الدنمارك.

### اقتصادية
يمكن تعريفها بأنها عناصر الحرمان المادي التي قد يضطر الناس إلى تحقيقها لأهداف معينة، مثل:
- نقص المال كعائق أمام تطوير بعض المشاريع.
- نقص المياه كعائق أمام القدرة البشرية على إنتاج محاصيل معينة في الحقل وبقائهم على قيد الحياة.
- نقص الضوء كعائق أمام التنقل في الليل.
- نقص الكهرباء كعائق أمام الفوائد التي تقدمها الأجهزة الإلكترونية والآلات الكهربائية.
- الافتقار إلى المدارس والمعلمين كعقبات أمام التعليم وامتلاء المواطنة.
- نقص المستشفيات والأطباء كعقبات أمام نظام لتحسين الصحة العامة.
- نقص البنية التحتية لوسائل النقل كعائق أمام الأنشطة التجارية والصناعية والسياحية، من بين أمور أخرى، والتنمية الاقتصادية.

### حيوية نفسية واجتماعية وثقافية
يمنع الناس من تحقيق أهداف معينة من خلال الحواجز البيولوجية أو النفسية أو الاجتماعية أو الثقافية، مثل:
- الأمراض، كعقبات في حياة الإنسان في امتلائها.
- الإعاقات الجسدية كعقبات أمام تنقل المعوقين، والتي يمكن تسهيلها من خلال موارد الوصول.
- الخجل كعائق أمام العلاقات الاجتماعية.
- الخوف كعائق يمنع مواجهة الأعداء المحتملين أو المعارضين الاجتماعيين السياسيين، أو مواجهة الحواجز الاقتصادية المحتملة.
- الإقصاء الاجتماعي أو اعتقال الأفراد كعقبات أمام الاندماج الاجتماعي والثقافي في المجتمع.
- نقص التنسيق النفسي الحركي كعقبة أمام تطوير القدرات المؤهلة.
- مستوى إتقان اللغة المنطوقة، أو الاختلافات بين اللغات المنطوقة، كحواجز أمام العلاقات الاجتماعية الوطنية أو الدولية.
- الأديان المختلفة كعقبات أمام التفاهم الأخلاقي المتبادل أو الحوار بين الأديان، وطنياً ودولياً.

### سياسي
العقبات والصعوبات التي مجموعات من المواطنين، على الممثلين السياسيين، الأحزاب السياسية أو الدول توسط مع بعضها البعض من أجل عرقلة أعمال بعض خصومهم، مثل:
- منع الأقلية السياسية من تحقيق تطلعاتها في البرلمان من قبل الأغلبية التصويتية المسيطرة سياسياً، في الإجراء التشريعي.
- و القمع الأيديولوجي والاضطهاد و السجن لأسباب سياسية.
- عرقلة التأثير السياسي والاقتصادي الدولي لبلد ما من خلال معاهدة متعددة الأطراف أو تحالف بين الدول المعارضة لهذا التأثير.

### تكنولوجية

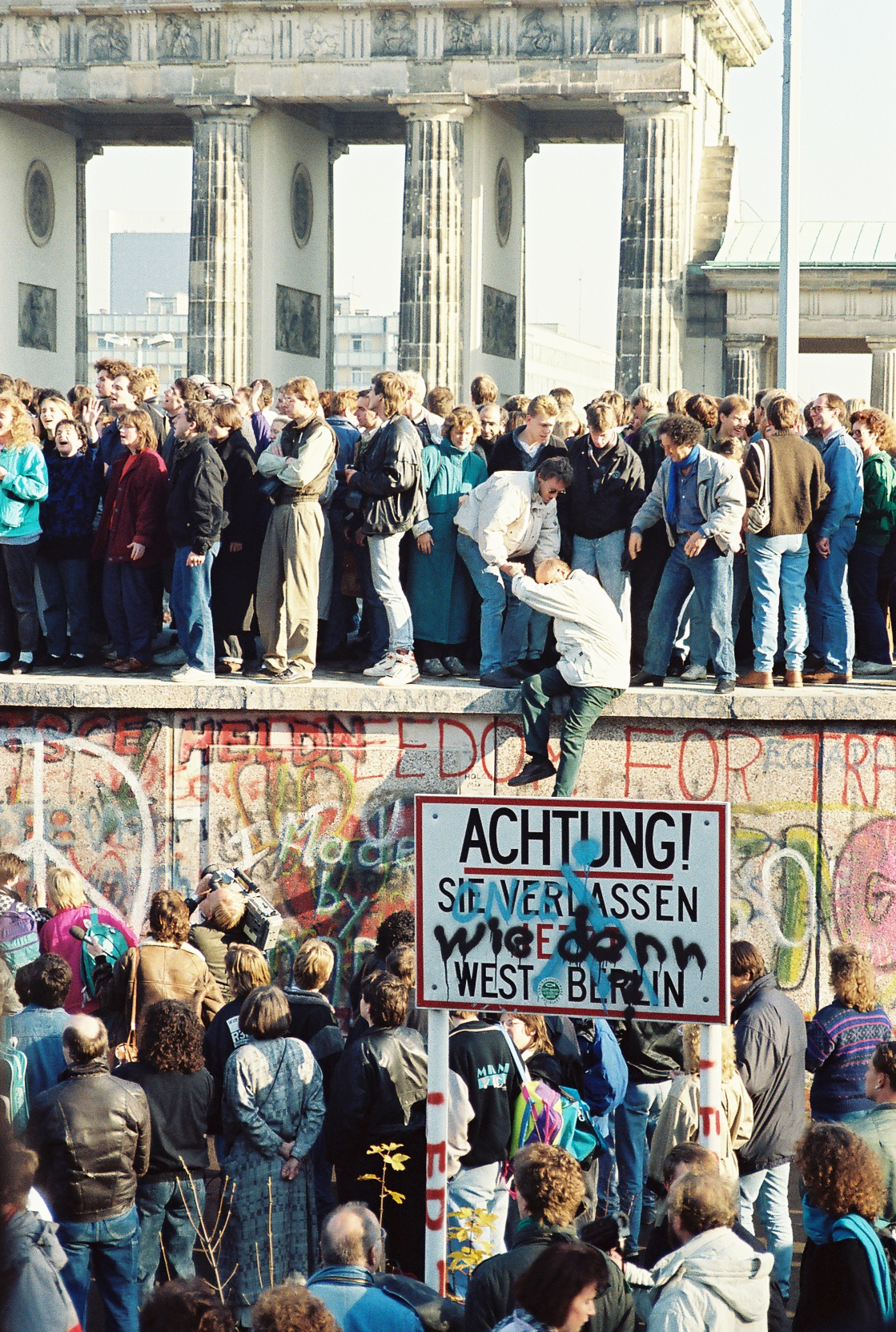
جدار برلين عند بوابة براندنبورغ، 10 نوفمبر 1989

يواجه تحسين الظروف المعيشية لأي مجتمع بشري تحديًا مستمرًا بسبب الحاجة إلى تقنيات لا تزال غير متاحة أو غير متاحة، والتي يمكن تطويرها داخليًا أو الحصول عليها من المجتمعات الأخرى التي طورتها بالفعل، وفي كلتا الحالتين يجب التغلب على هذه الحواجز مثل:
- في نقل التكنولوجيا بين البلدان المختلفة، ومهارات التفاوض التجاري والدبلوماسي مع البلدان التي توفر التقنيات الجديدة المطلوبة.
- في نهج التنمية الداخلية، والمستوى التعليمي للمجتمع أو البلد، وجمع المعلومات المتخصصة التي يمكن الوصول إليها، وقاعدة تكنولوجية وصناعية، والمستوى المؤسسي للبحث العلمي والتكنولوجي، والتطوير والابتكار، ومستوى التعاون الدولي الممارس.

### عسكري
عندما لا تتمكن المجتمعات أو البلدان المختلفة، التي تحدها أو لا تحدها، من تطوير علاقات جيدة، لأسباب اقتصادية أو ثقافية أو سياسية، فقد تتجاوز حدود المفاوضات الدبلوماسية، مما يخلق عقبات دفاعية أو هجومية عسكرية لخصومها أو أعدائها، مثل:
- بناء التحصينات، تطويق بخندق، سرير الأسلاك الشائكة أو حقول الألغام، وتكتيكات أخرى مماثلة تهدف إلى منع أو إعاقة حركة العدو في اتجاه معين، وحماية القوات الخاصة بك من الهجوم.
- حظر أو تدمير الموارد المادية أو الترابط اللوجستي، مثل الجسور والطرق السريعة والموانئ والمطارات، وخلق حواجز أمام الهجرة والتجارة والسياحة، وما إلى ذلك.
- غزو أراضي الخصم، بهدف منع أو تدمير أو استخدام الموارد المادية أو اللوجستية أو الاستراتيجية، من أجل إعاقة التهديدات القائمة

## معرض الصور

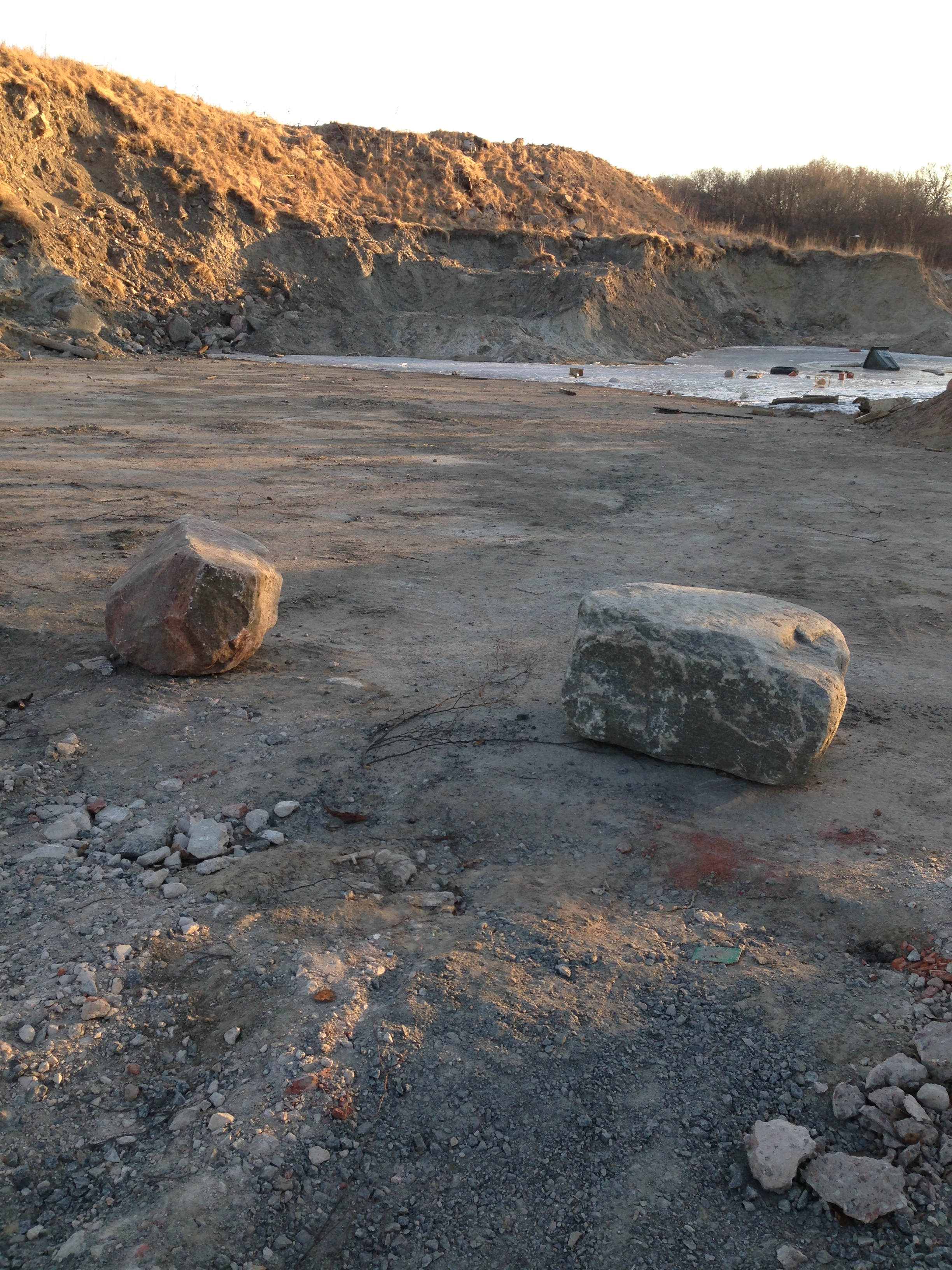
قضيب معدني وسور معدني يشكل عقبات
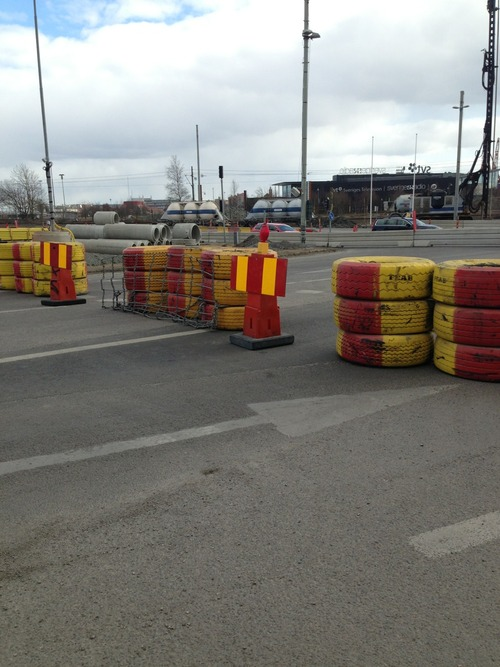
حواجز الطرق
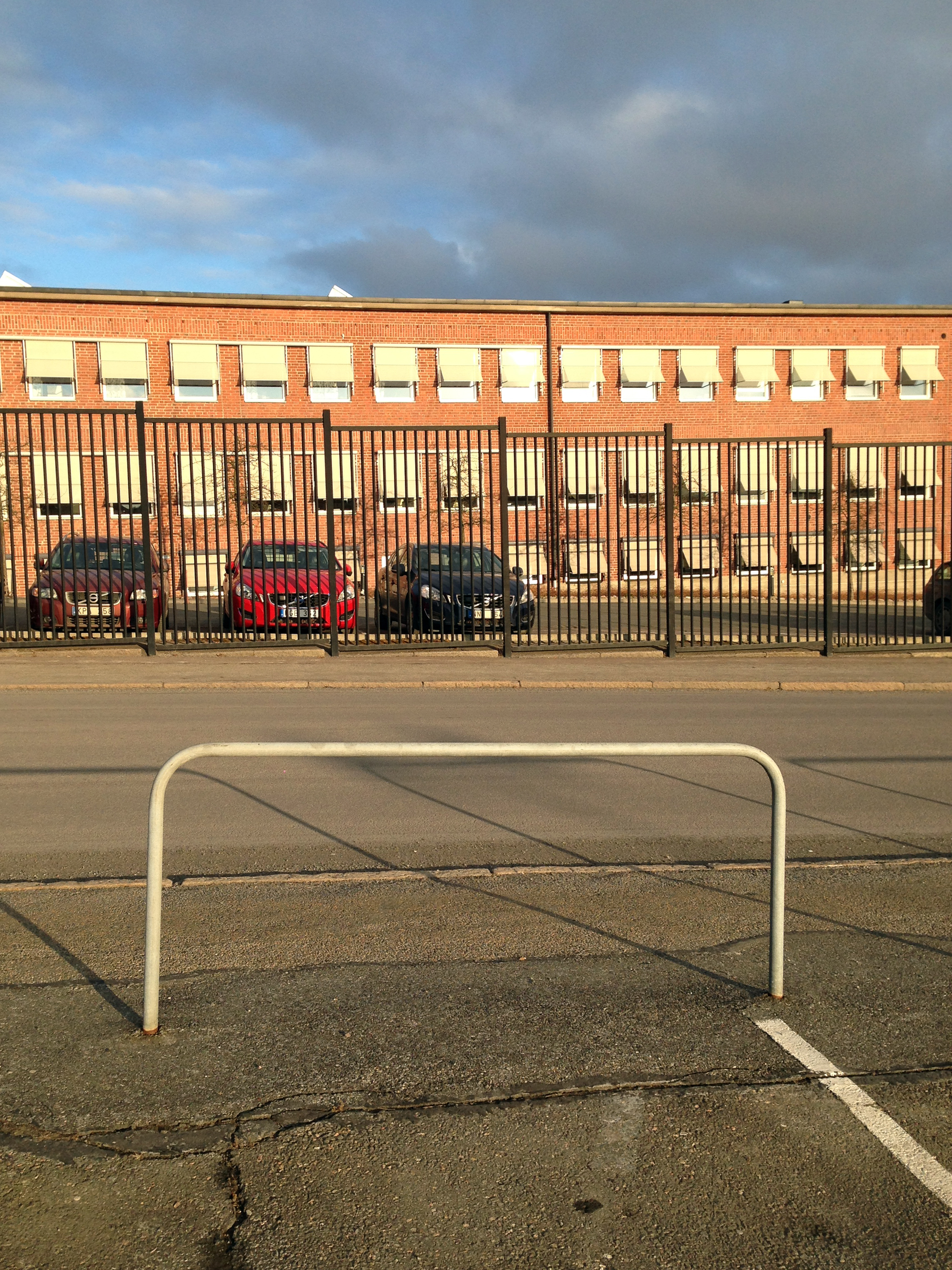